# 荒川雅志
荒川雅志（あらかわ　まさし、1972年~）是日本的Wellness-tourism研究者、健康旅遊研究者、海洋疗法学者。医学博士（福冈大学）。在国际学会上发表关于Wellness、wellness-tourism的最新定义，并首次在亚洲的大学里设立Health-tourism、Wellness-tourism课程。现为国立大学法人-琉球大学-国际地域创造学部的教授。其主要研究领域为应用健康科学、疫学。

## 课程科目
- Wellness-tourism论
- Health-tourism论
- 冲绳健康长寿的科学
- SPA经营管理论
- 海洋疗法论
- 海洋休闲产业论
- 冲绳观光入门

## 研究领域
- 在利用地域资源上的Wellness-tourism项目方案的开发
- 海洋疗法项目的开发
- 医疗观光的开发
- 关于百岁长寿者的生活习惯方式的研究

## 主要论文及著作

### 主要论文
- 荒川雅志. 长寿与睡眠，睡眠医疗，8(3):394-397 2014
- 荒川雅志. 老年人的生活习惯方式与睡眠，抗衰老医学，6(2):38-41 2010
- 荒川雅志. SPA疗法的科学证明~面向Health-tourism振兴的学术基盘整备~, 观光科学, 2:47-62 2010
- 荒川雅志. 为何大海对身体好？~如何谋求海洋疗法和观光的融合~, 综合物流情报志「KAIUN」（海運）(1053),77-80,2015
- ARAKAWA M, et al. Health Tourism in Japan. 3rd Annual Conference Proceedings Asia Pacific Chapter, Travel and Tourism Research Association(TTRA),100-101 2015
- Arakawa M, et al. Hypertension and stroke in centenarians, Okinawa, Japan. CEREBROVASCULAR DISEASES, 20(4) 233-238, 2005

### 主要书籍出版物
- 荒川雅志. 冲绳健康长寿饮食方案, 冲绳食材图鉴 2017
- 荒川雅志. Wellness-tourism~去往第三空间的旅行~, FRAGRANCE JOURNAL 期刊, 2017 （ISBN 4894792915）

其他更多：国立情報学研究所「researchmap」（日本の研究者情報データベース） （页面存档备份，存于）

## 日本政府的国/县/市/町/村委员等
（最近五年信息）
- 2015年~内阁府冲绳综合事务局观光介助人才育成事业检讨委员会委员
- 2015年~经济产业省【健康寿命延伸产业创出事业health-tourism品质评价项目认证制度检讨委员会】委员
- 2015年~厚生劳动省【关于研究制定有效的健康指导方案并提供预防生活习惯疾病的措施的开发】研究班成员
- 2015年~冲绳县【冲绳饮食文化的魅力体验事业检讨委员会】委员长
- 2015年~冲绳县【有关无障碍事业顾问的派遣委员会】委员长
- 2015年~内阁府【利用冲绳独自的医疗情报基盘进行实践性的支援及医疗情报利用产业调查检讨委员会】委员
- 2016年~冲绳县工商劳动部【健康食品品牌化推进基盘构筑事业】讲师
- 2016年~冲绳县工商劳动部【冲绳名牌商品创出促进支援事业】审查委员
- 2017年~一般社团法人冲绳咖啡协会理事
- 2017年~一般社团法人亚洲饮食文化协会理事
- 2017年~冲绳县石垣市【地域创生综合战略检证委员会】委员长
- 2017年~日本休闲·娱乐学会第47届全国大会实行委员长
- 2018年~石川县金泽市【Wellness-tourism推进恳话会】委员长
- 2019年~一般社团法人琉球料理保存协会 顾问
- 2020年~一般社团法人观光品质认证协会【SAKURA QUALITY WELLNESS&BEAUTY】评议员